# Acacia malacophylla
Acacia malacophylla é uma espécie de leguminosa do gênero Acacia, pertencente à família Fabaceae.